# La Celle-sous-Gouzon
La Celle-sous-Gouzon is een gemeente in het Franse departement Creuse (regio Nouvelle-Aquitaine) en telt 144 inwoners (2005). De plaats maakt deel uit van het arrondissement Guéret.

## Geografie
De oppervlakte van La Celle-sous-Gouzon bedraagt 13,5 km², de bevolkingsdichtheid is 10,7 inwoners per km².

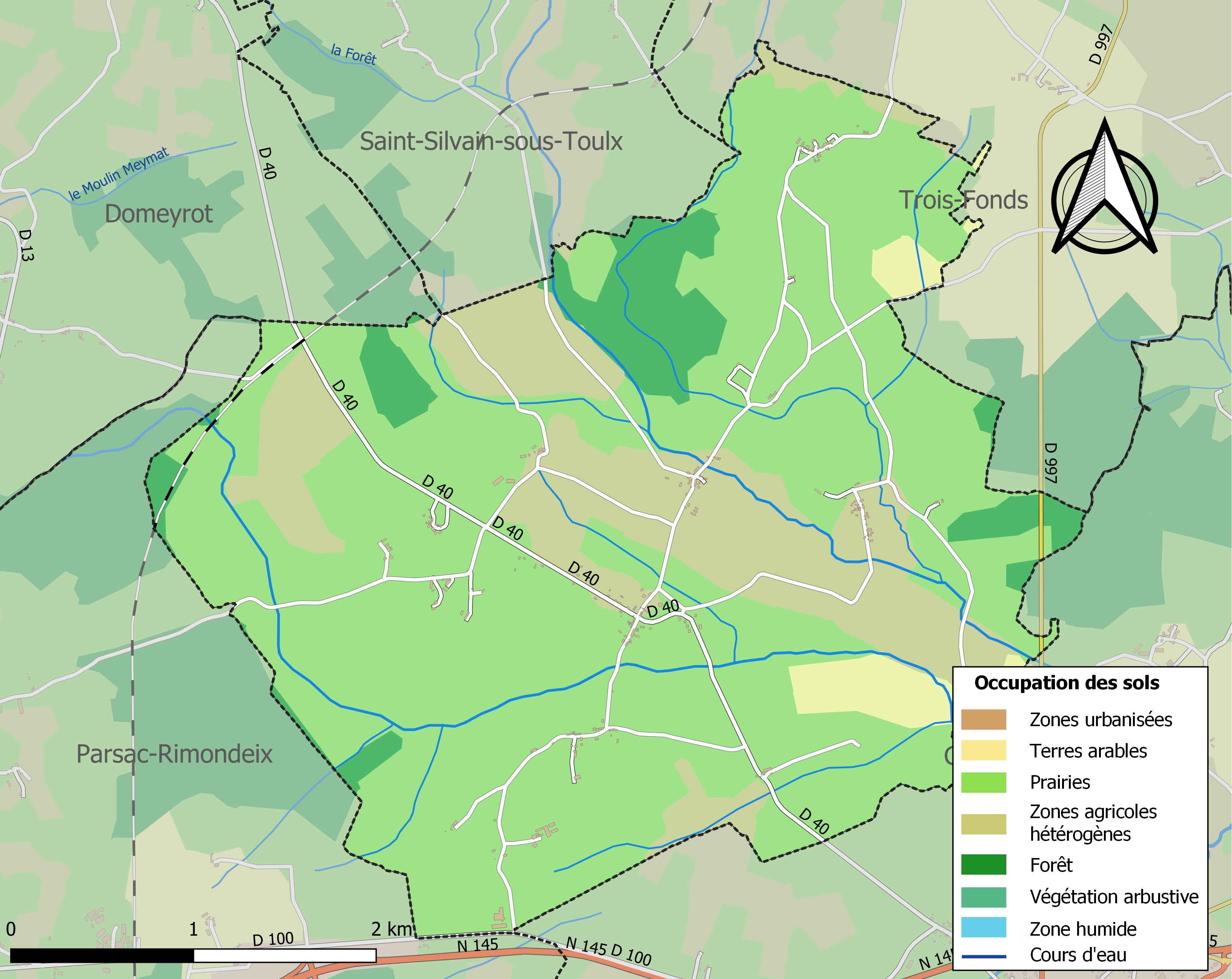
Kaart van de gemeente met de belangrijkste infrastructuur, bodemgebruik en omliggende gemeenten

## Demografie
Onderstaande figuur toont het verloop van het inwonertal (bron: INSEE-tellingen).